# Jus gladii
Le Jus gladii (« droit du glaive ») est, en latin, le droit qu'avait le représentant de Rome, dans les territoires conquis, de prononcer la peine de mort et de la faire exécuter.

## Sous la République
Outre l'autorité judiciaire, le jus gladii faisait partie du pouvoir exécutif d'un proconsul, qui lui était conféré à l'époque de la République en tant que gouverneur et donc en tant que représentant de Rome dans la province qu'il administrait SPQR - « au nom du sénat et du peuple de Rome ».

## Sous l'Empire
Le droit du glaive a perduré dans l'Empire à partir du règne d'Auguste. Cependant, il était explicitement accordé par l'empereur, en tant que juge suprême et souverain, à un eques gouverneur. Le Préfet d'Égypte disposait légalement du jus gladii. Le gouverneur sénatorial a continué d'avoir le droit du glaive comme sous la République, de sorte qu'aucune confirmation impériale supplémentaire n'était requise. Les instances subordonnées, qui n'avaient pas reçu le jus gladii, devaient transmettre les affaires judiciaires correspondantes à l'instance supérieure de Rome, peut-être même à l'empereur, pour décision.
Pour des raisons d'organisation, Dioclétien a accordé le jus gladii à chaque gouverneur, quel que soit son statut.

## Limites d'exercice duius gladii
Alors que la peine de mort s'exerçait sans restriction sur les personnes sans citoyenneté romaine, l'appel était fondamentalement possible pour les citoyens romains, ce qui pouvait nécessiter une décision finale à obtenir de l'empereur. Un transfert à l'empereur était courant pour les membres de la classe supérieure d'une province de citoyenneté romaine et en particulier pour les militaires qui détenaient au moins le grade de centurion. Il n'était possible de s'écarter de cette maxime qu'en temps de crise, lorsqu'il était nécessaire d'éviter tout retard.